# Loís Combas

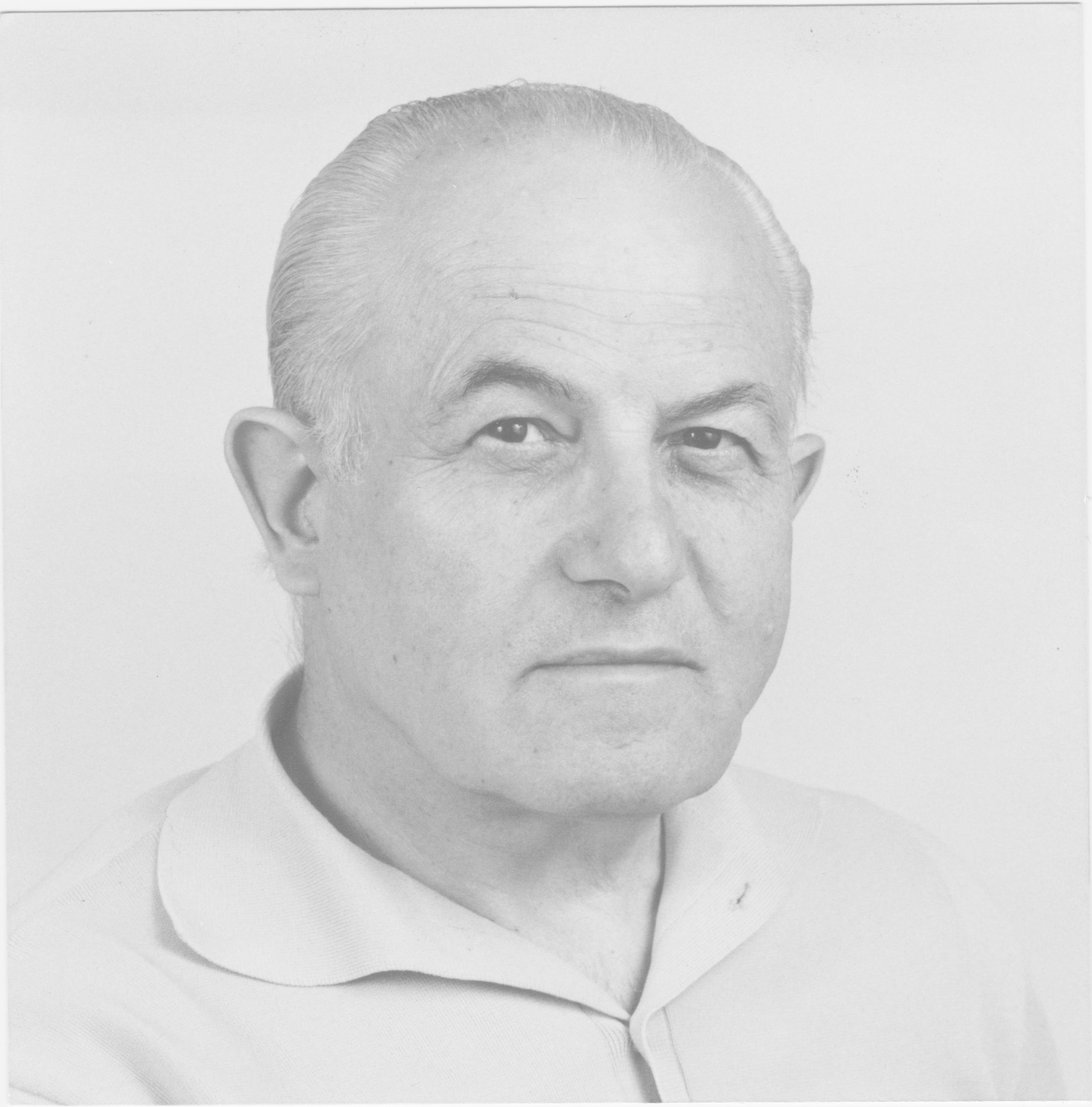
Joan de Cantalausa

Loís Combas (französisch auch Louis Combes, * 30. Mai 1925 in Bédarieux (okzit.: Bedarius); † 22. September 2006 in Ceignac (okzit.: Cenhac) bei Rodez, Languedoc) war ein französischer, katholischer Priester, Hochschullehrer, Autor und Sprachwissenschaftler. Bekannt wurde er unter seinem wissenschaftlichen Pseudonym Joan de Cantalausa, unter dem er alle seine Veröffentlichungen herausgab. Sein Spezialgebiet war die Okzitanistik. Combas war ein glühender Anhänger und Verfechter der okzitanischen Sprache und Kultur, denen er die ihnen zukommende Bedeutung und Würde zurückgeben wollte. Er veröffentlichte zahlreiche eigene Werke und Übersetzungen literarischer Texte in okzitanischer Sprache. Er übersetzte die neutestamentlichen Evangelien und das alttestamentliche Buch Ijob direkt aus ihrer jeweiligen Ursprungssprache in die okzitanische Sprache. Ebenso übertrug er das Dschungelbuch von Rudyard Kipling, die Farm der Tiere von George Orwell und einige Asterix-Episoden ins Okzitanische. Sein bedeutendstes Werk ist das 2002 in erster Auflage herausgegebene „Diccionari General Occitan“, das erste einsprachige Wörterbuch in okzitanischer Sprache.

## Leben und Werk
Combas wurde am 30. Mai 1925 in Bédarieux, Hérault (okzitan.: Erau) geboren. Mit vier Jahren zogen seine Eltern nach Montfranc, Departement Aveyron (okzitan.: Avairon), wo die Familie mütterlicherseits her stammte und einen kleinen bäuerlichen Betrieb bewirtschaftete. Als Combas 13 Jahre alt war, verstarb sein Vater. Nach seinem Grundschulabschluss wurde Combas Internatsschüler am Pichon Seminar von Belmont. Während der Ferien half Combas seiner Mutter und seinem Bruder bei der Arbeit auf dem Bauernhof. Diese bescheidenen Jugendjahre und die folgenden entbehrungsreichen Kriegsjahre haben seine Persönlichkeit ein Leben lang bestimmt. 
Im Oktober 1943 trat er in das katholische Priesterseminar von Rodez ein. Später absolvierte seinen Militärdienst in Deutschland. Nach seiner Rückkehr im Jahr 1947 wurde er Sekretär in der Gemeindeverwaltung von Montfranc. 1949 kehrte er an das Priesterseminar in Rodez zurück. Am 29. Juni 1951 wurde er in der Kathedrale von Rodez zum Priester geweiht. Er wurde zum Internatslehrer am Pichon Seminar von Rodez ernannt. Es folgten Studienaufenthalte in England, wo er ein Lizentiat in klassischer Philologie und in Toulouse (okzit.: Tolosa), wo er ein Lizentiat in englischer Philologie erwarb. Es folgte ein Aufenthalt am englischen Gymnasium von Chichester als Französischlehrer. Anschließend wurde er zum Leiter der katholischen Gemeinde in New York bestimmt. Hier machte er die Bekanntschaft mit bedeutenden Persönlichkeiten aus Politik und Kultur wie beispielsweise dem Russen Andre Gromyko (zu dieser Zeit Vertreter Russlands bei den Vereinten Nationen), dem französischen Politiker Maurice Couve de Murville, dem deutschen Philosophen Dietrich von Hildebrand, der amerikanischen Schauspielerin Doris Day, dem Bürgerrechtler Martin Luther King und der französischen Chansonsängerin Edith Piaf.
Nach Rodez zurückgekehrt begann in den frühen 1970er Jahren Combas größtes intellektuelles Abenteuer, seine entschiedene Stellungnahme für die okzitanische Sprache und Kultur. Mit 45 Jahren widmet er sich mit großen Elan dem Studium und der Verbreitung der okzitanischen Sprache. Er wurde Professor für Okzitanisch an den Gymnasien von Rodez. Er redigierte und entwarf pädagogische Sprachlehrwerke und Wörterbücher für das Okzitanische unter anderem auch das „Diccionari Illustrat“. Es folgen zahlreiche literarische Übertragungen in die okzitanische Sprache wie die Übersetzung der neutestamentlichen Evangelien direkt aus dem Altgriechischen unter dem Titel „La Bona Novèla“, das Dschungelbuch von Rudyard Kipling, das alttestamentliche Hohelied, die „Briefe aus meiner Mühle“ von Alphonse Daudet, „Der alte Mann und das Meer“ von Ernest Hemingway, die Novelle „Regain“ (Ernte) von Jean Giono, „Von Mäusen und Menschen“ von John Steinbeck und einige Übertragungen von Asterix-Geschichten. Im Jahr 1979 gründete er die l'associació Cultura d'Òc. mit dem Ziel, die okzitanische Sprache zu verbreiten.
Combas ist der Urheber eines großen geistes- und sprachwissenschaftlichen Werkes, das etwa dreißig, in okzitanischer Sprache verfasste Titel beinhaltet. Ab  1983 arbeitete er für sechs Jahre lang unermüdlich an einem 1989 herausgegebenem Buch mit dem Titel „A las raices de la lenga nòstra“, eine Studie zu der von 480  bis 1080 gesprochenen okzitanischen Sprache. Im Jahr 2002 veröffentlichte er das „Diccionari General Occitan“, an dem er wohl 30 Jahre lang gearbeitet hat. Dieses Werk enthält auf 1022 Seiten ungefähr 100.000 Einträge mit 200.000 Definitionen. In dieses Wörterbuch hat Combas die Wortbestände der älteren okzitanischen Wörterbücher von Frédéric Mistral und Louis Alibert integriert und es um neue Wörter sowie Neologismen erweitert. Die Mehrheit der eingetragenen Lemmata entstammen der Ausprägung des Okzitanischen aus dem Languedoc. Combas hat hier aber auch Wörter aus anderen Dialekten des Okzitanischen dokumentiert. 2005 veröffentlichte er „Tèxtes per l'an 3000 e al delà“ und 2006 sein letztes Werk „Lenga viva“.
Am 22. September 2006 starb Loís Combas in Ceignac, unweit von Rodez, im Alter von 81 Jahren. Er wird vor allen Dingen im okzitanischen Süden Frankreichs als derjenige bekannt bleiben, der sich unermüdlich für die okzitanische Sprache und Kultur sowie für die okzitanische Nation eingesetzt hat.

## Würdigung
Combas war wissenschaftlich ein nicht von jedermann anerkannter Einzelgänger mit äußerst profunden Kenntnissen in mehreren Disziplinen. Hierbei erinnert er in seinem entschiedenen und weltoffenen Stil, Sprachwissenschaft zu treiben, an die beiden großen katalanischen Sprachwissenschaftler Miquel Batllori und Joan Coromines. Ihn zeichnete eine schier unermüdliche Arbeitsfähigkeit aus. Als polyglotter Linguist beherrschte er zahlreiche Sprachen: Okzitanisch, Katalanisch, Aramäisch, Altgriechisch, Latein, Englisch, Deutsch, Französisch sowie Spanisch und Russisch. Darüber hinaus hatte er exzellente Kenntnisse der angelsächsischen Kultur.

## Auszeichnungen und Ehrungen
Am 13. Mai 2003 ehrte ihn das „Centre d'Agermanament Occitano-Català“, das CAOC, (Zentrum für die Okzitanisch-Katalanische Partnerschaft) in Barcelona für seine wissenschaftlichen Leistungen mit einem Ehrenmahl und einem Ehrenempfang. 

## Werke von Loís Combas (alias Joan de Cantalausa)
- Diccionari General Occitan, a partir dels parlars lengadocians, Edicion segonda corregida, melhorada e augmentada per Cantalausa, de març 2002 entrò a genièr de 2006, Verlag Edicions Cultura d'Oc, ISBN 2-912293-04-9 (PDF; 7,1 MB)
- Diccionari General Occitan, a partir dels parlars lengadocians, 2. korrigierte Auflage März 2006, Verlag  Cultura d'Òc, ISBN 2-912293-04-9
- Diccionari fondamental occitan illustrat, 2. Auflage 1979, Verlag C.R.E.O, 341 Seiten
- Un Còp èra: Racontes de Montfranc: Contes de Pertot, illustriert von Geneviève Joly, 3. Auflage 1981, Verlag Centre Régional d'Estudis Occitans, 96 Seiten
- Tèxtes per l'an 3000 e al delà: contes, racontes, novèlas, poèmas, cançons, Nadalets, 2005, Verlag Cultura d'Òc, ISBN 978-2-912293-06-0, 196 Seiten
- Le gallo-roman parlé du VIIIe siècle: le gallo-roman écrit du Xe siècle: glossaire historique et étymologique, 2. Auflage 1997, Verlag Culture d'Oc, 200 Seiten
- Poëma lunar, illustriert von Dominique Foa, 1975, Verlag I.E.O, 31 Seiten
- Tèrra d'òc: comptinas, cançons, poësia : iniciacion a l'occitan en musica pel primièr cicle, segonda compresa, Toulouse 1978, Verlag Centre régional d'estudis occitans, 108 Seiten
- mit David Julien: Liturgia d'òc: messa cantarèla, maridatge, enterrament, baptejalhas, velhada de Nadal, dimenge del Rampalm, resurreccion; illustriert von Geneviève Joly, Toulouse 1978, Verlag Centre régional d'études occitanes, 42 Seiten
- Lenga d'òc: comptinas, cançons, contes, poesia : iniciacion a l'occitan (primièr cicle, segondas), illustriert von David Julien, Gérard Truilhé, Geneviève Joly, 1989, Verlag Cultura d'Òc
- Sus la dralhas de la vida (Autobiografie), 2000, Verlag Cultura d’Òc
- mit Sèrgi Gairal und Iveta Balard, Lenga viva, 12000 frasas amb illustracions e activitats pedagogicas, 2006, Verlag Cultura d'Òc, ISBN 978-2-912293-10-7, 318 Seiten
- mit Geneviève Joly; Marie-Odile Dumeaux; Christian Andrieu: Vida privada d'unes animals, 2006, Verlag Cultura d'Òc